# ولشپول
ولشپول (به انگلیسی: Welshpool) یک شهرک در بریتانیا است که در ولز واقع شده‌است.
ولشپول ۶٬۶۶۴ نفر جمعیت دارد.